# Charles Lambert (Reporter)
Charles Albert Lambert (* 4. Oktober 1900 in London; † nach 1939) war ein britischer Reporter. Er wurde vor allem bekannt als Korrespondent des Manchester Guardian in Berlin in den 1930er Jahren.
Lambert trat Ende des Jahres 1933 den Posten des Korrespondenten der Tageszeitung Manchester Guardian in Berlin an. Auf diesem verblieb er bis zum Beginn des Zweiten Weltkriegs 1939.
Die Diplomatentochter Martha Dodd, die in diesen Jahren in den Kreisend er Auslandskorrespondenten in Berlin verkehrte, beschrieb Lambert als eine blasse und wenig auffallende Gestalt. Markus Huttner bemerkt in seiner Studie zur Berichterstattung des Manchester Guardian aus Deutschland in den 1930er Jahren, dass Lambert sich wahrscheinlich gezielt im Hintergrund gehalten habe, da seine prekären Lage, Berichterstatter einer dem Regime, aus dessen politischen Zentrum er berichtete, äußerst kritisch gegenüberstehenden Auslandszeitung zu sein, ihn zu besonderer Vorsicht genötigt habe.
Im Frühjahr 1940 wurde Lambert vom Reichssicherheitshauptamt auf die Sonderfahndungsliste G.B. gesetzt, ein Verzeichnis von Personen, die im Falle einer erfolgreichen Invasion und Besetzung der britischen Insel durch die deutsche Wehrmacht von den Besatzungstruppen nachfolgenden Sonderkommandos der SS mit besonderer Priorität ausfindig gemacht und verhaftet werden sollten.
In späteren Jahren schrieb er für den Daily Herald.